# El carrusel
El carrusel es una obra de teatro de Víctor Ruiz Iriarte, estrenada en 1964.

## Argumento
Daniel y Rita forman un matrimonio de mediana edad, el cual ha ido dejando de tomar conciencia de sus hijos en aras de una frívola y placentera vida. Sus hijos, cansados de esta situación deciden darles una lección. Lolín, la hija mayor decide ponerse a enseñar al servicio idiomas para así superar su soledad. Tony, que parece el más serio y formal de los hermanos, es amante de Mónica, la sirvienta de la casa a la que deja embarazada. Maribel, encuentra el amor en un ingeniero industrial, amor al que se opone su madre. Y finalmente Ramonín, el mayor de todos, es homosexual y se mete en graves y serios problemas con un comisario, que no duda en detenerlo. La lección para recuperar la atención de sus padres, consistía precisamente en presentar cada uno unas situaciones, en un principio imaginarias, pero que no tardarán en volverse muy reales, como se ha visto. El juego se ha vuelto muy peligroso y terrible para todos.

## Estreno
- Teatro Lara, Madrid, 4 de diciembre de 1964.
  - Dirección: Enrique Diosdado.
  - Escenografía: Eduardo Torre De la Fuente.
  - Intérpretes: Amelia de la Torre (Rita), Enrique Diosdado (Daniel), Ana Maria Vidal (Maribel), Manuel Galiana (Tomy), María Jesús Lara (Mónica), Mari Carmen Yepes (Lolín), Rafael Guerrero (Ramonín), Vicente Ariño (Comisario).